# 埃莉·甘
埃莉·甘（英語：Ellie Kam，2004年12月20日—），美国女子花样滑冰运动员，2024年四大洲花样滑冰锦标赛双人滑铜牌得主、2024年内伯尔杯双人滑铜牌得主、2024年美国大奖赛双人滑银牌得主、2024年NHK杯双人滑铜牌得主。